# Парламентские выборы в Великобритании (1812)
Парламентские выборы в Великобритании 1812 года прошли с 5 октября по 10 ноября и стали четвёртыми парламентскими выборами в истории Соединённого королевства Великобритании и Ирландии после Актов об унии 1800 года в разгар Наполеоновских войн. В ходе выборов были избраны 658 членов Палаты общин, нижней палаты парламента Соединённого Королевства.
Четвёртый парламент Соединённого Королевства был распущен 29 сентября 1812 года, через четыре месяца после того, как граф Ливерпуль унаследовал пост премьер-министра после убийства Спенсера Персиваля. Новый парламент был созван на своё первое заседание 24 ноября 1812 года на максимальный семилетний срок с этой даты. Максимальный срок мог быть и обычно сокращался, когда монарх распускал парламент до истечения его срока.

## Политическая ситуация
После выборов 1807 года правительство тори-питтитов, возглавляемое герцогом Портлендом (который всё ещё утверждал, что он виг), продолжало вести Наполеоновские войны.
Основу оппозиции составляли виги-фокситы, возглавляемые после смерти своего лидера Фокса в 1806 году графом Греем, членом Палаты общин в 1806—1807 годах. Однако, как замечает Фурд: «дела партии в течение большей части этого периода находились в состоянии неопределённости и замешательства». Грей заметно уступал по лидерским качетсвам Фоксу. После того, как Грей унаследовал своё звание пэра и перешёл в Палату лордов в 1807 году, партийное руководство в Палате общин было крайне слабым.
Виги-гренвилиты, сторонники бывшего премьер-министра Уильяма Гренвила (1806—1807), также были в оппозиции, но имели меньшее значение, чем фокситы. Несмотря на это, Гренвиль был признан первым Лидером оппозиции в Палате лордов.
Родственник жены Грея, Джордж Понсонби, был предложен депутатам-вигам Греем и Гренвилом в качестве лидера вигов в Палате общин. Понсонби был первым человеком, признанным официальным Лидером оппозиции в Палате общин, что было более высоким статусом чем просто лидер оппозиционной фракции. К сожалению для вигов он оказался некомпетентным, но его не удалось убедить уйти в отставку.
Самой слабой группой оппозиции были радикалы, которые в основном объединяли реформаторов из среднего класса. У них были разногласия с более аристократичными вигами, но в парламенте радикалы обычно голосовали вместе с ними.
В 1809 году 71-летний Портленд, чьё здоровье ухудшалось, ушёл в отставку. Новым премьер-министром стал тори Спенсер Персиваль. В апреле 1812 года он ввёл в кабинет виконта Сидмута. Месяц спустя, 11 мая 1812 года, Персиваль был убит. Премьерство перешло к графу Ливерпулю, который не смог привлечь в кабинет Гренвила. Это был ещё один этап в развитии двухпартийной системы — если ранее обе партии, и тори, и виги, обычно разделялись на проправительственных и оппозиционных, то теперь почти все тори поддержали кабинет, а все виги выступили против него.
Выборы 1812 года вернули тори к власти на новый срок.

## Даты выборов
В тот период в Великобритании не было единого дня выборов. Получив королевский приказ о назначении выборов, местное должностное лицо, ответственное за их проведение, устанавливало график голосования для конкретного избирательного округа или округов, которые входили в сферу его ответственности. Голосование в округах могло продолжаться в течение многих дней, пока депутат не будет избран.
Примерами многодневных голосований могут служить выборы в ирландском округе Уэстмит и в английском Беркшире. Сток Смит указывал в своей работе, что голосование в Уэстмите продолжалось три дня, в течение которых 950 выборщиков пришли на избирательные участки и проголосовали. Голосование нв Беркшире и вовсе затянулось на 15 дней (голосовало 1992 выборщика).
Выборы проходили в течение 5 недель, с 5 октября по 10 ноября 1812 года.

## Результаты
В отличие от предыдущих выборов Палата общин не была сформирована из представителей лишь двух политических групп. Более трети мест досталось другим силам, кроме того, в парламент от Норвича был избран аболиционист Уильям Смит, ставший первым в истории парламентарием от британских радикалов, новой политической силы, которая в дальнейшем сыграет важную роль в истории парламентаризма в Великобритании.
| Распределение мест в Палате общин по итогам выборов 1812 года | Распределение мест в Палате общин по итогам выборов 1812 года | Распределение мест в Палате общин по итогам выборов 1812 года | Распределение мест в Палате общин по итогам выборов 1812 года | Распределение мест в Палате общин по итогам выборов 1812 года |
| ------------------------------------------------------------- | ------------------------------------------------------------- | ------------------------------------------------------------- | ------------------------------------------------------------- | ------------------------------------------------------------- |
| Тори                                                          |                                                               |                                                               | 60.6 %                                                        |                                                               |
| Виги                                                          |                                                               |                                                               | 29.8 %                                                        |                                                               |
| Радикалы                                                      |                                                               |                                                               | 0.2 %                                                         |                                                               |
| Другие                                                        |                                                               |                                                               | 9.4 %                                                         |                                                               |